# Tadashi Kawamata
Pour les articles homonymes, voir Kawamata (homonymie) et Tadashi.
Tadashi Kawamata (川俣正, Kawamata Tadashi) est un plasticien japonais né en 1953 à Mikasa sur l'île de Hokkaidō. Il vit et travaille à Tokyo et à Paris. Réalisant des œuvres in situ à travers le monde entier, il a participé à de nombreuses expositions internationales. Kawamaka Tadashi est un créateur d'installations, environnements, conceptuel. 

## Biographie
Tadashi Kawamata est diplômé de la Hokkaido Iwamizawa Higashi High School (北海道岩見沢東高等学校) en 1972. En 1979, il est diplômé de l'École des beaux-arts de Tokyo dans la section peinture et obtient un doctorat de l'université des arts de Tokyo en 1984.
Outre son activité principale au Japon, il se manifeste souvent à l'étranger : en 1982 participant à la Biennale de Venise ; en 1984 à l'exposition Échange d'Art Contemporain, Tokyo-Paris à Paris ; en 1987 à la documenta 8 à Cassel avec L'Église détruite. En 1987 aussi, il est invité à travailler trois mois en France, réalisant des installations au Centre de la Vieille Charité de Marseille pour la manifestation Japon Art Vivant, et à l'École supérieure d'art de Grenoble. Il réalise de nombreuses interventions aux États-Unis et en Europe, notamment en 1989-90, au Béguinage de Courtrai; en 1994, avec Transfer, au Centre de Création Contemporaine de Tours et entre C.C.C. et l'atelier de Calder à Saché; en 1997 à la Chapelle Saint-Louis de la Salpêtrière à Paris; en 1997, Skulptur. Projekte in Münster 1997 à Münster.
Depuis 1979, aidé d'assistants, il crée des installations en fonction des lieux choisis ou offerts, sur des chantiers de démolition ou de construction, les entourant radicalement de planches et de poutres de récupération très serrées les unes contre les autres, avec lesquelles il édifie des structures éphémères, sortes de charpentes ouvertes à l'air, à la lumière, à l'espace extérieur dont pourtant elles circonscrivent une partie. Il installe aussi des sortes de cabanes ou de ruelles, dans les lieux d'exposition traditionnels ou publics. Pour son intervention dans la Chapelle Saint-Louis de la Salpêtrière à Paris, il élève une tour composée de centaines de chaises d'église. Par ces actions éphémères, il provoque, du fait de leur altération par ses espaces construits, une réflexion sur les espaces préexistants, sur le heurt culturel entre le site d'accueil, éventuellement stylistique, et ses propres constructions aléatoires.
Tadashi Kawamata est le directeur de la Triennale de Yokohama en 2005.
Professeur à l’université des arts de Tokyo d'avril 1999 à mars 2005, il enseigne depuis 2007 à l'École nationale supérieure des beaux-arts de Paris. Il a également été professeur invité à l'École Nationale Supérieure d'Architecture de Versailles l'année où il exposa dans le centre d'art contemporain de l'école, la Maréchalerie.

## Projets
- 1979

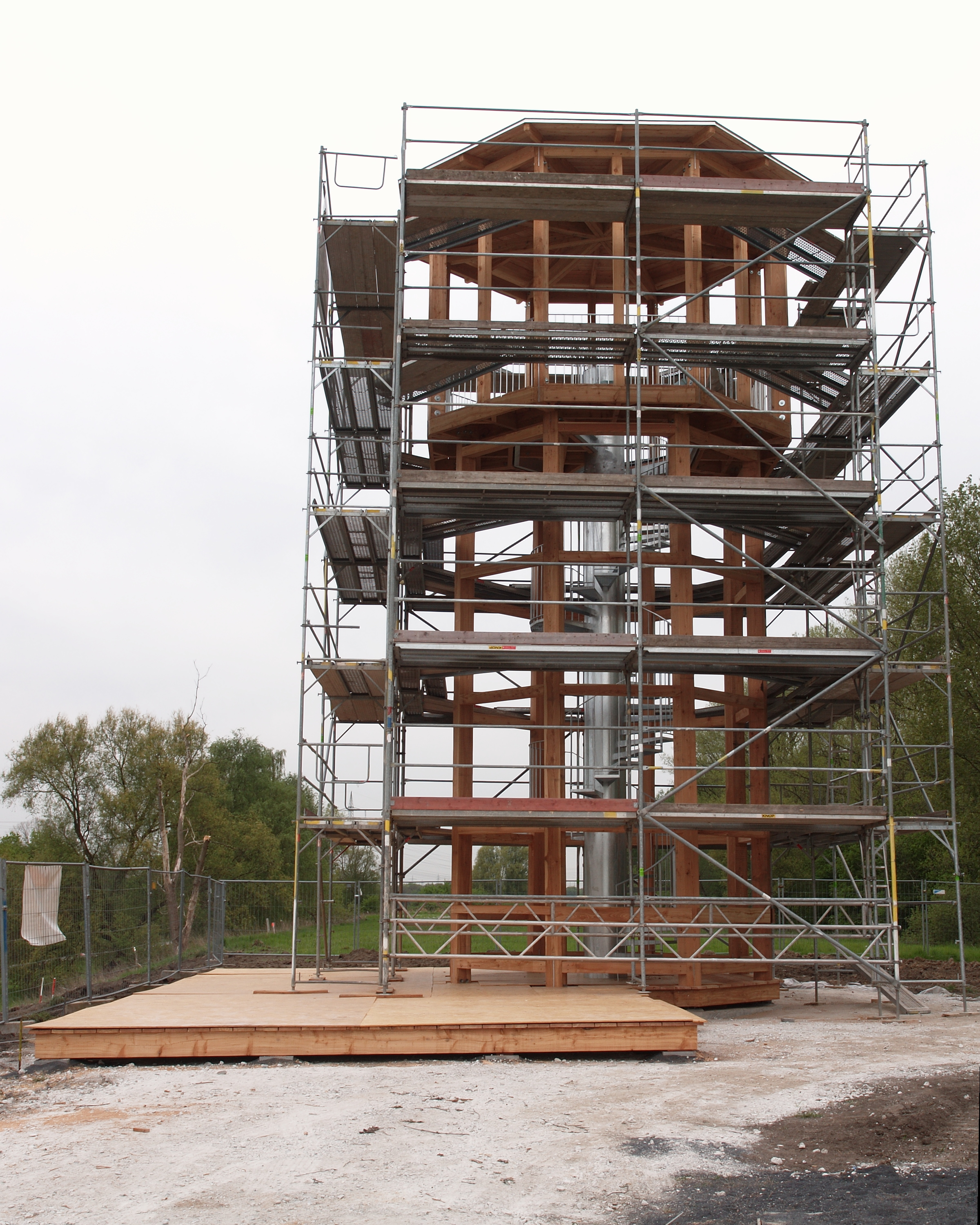
Tadashi Kawamata, Walkway and Tower (2010)

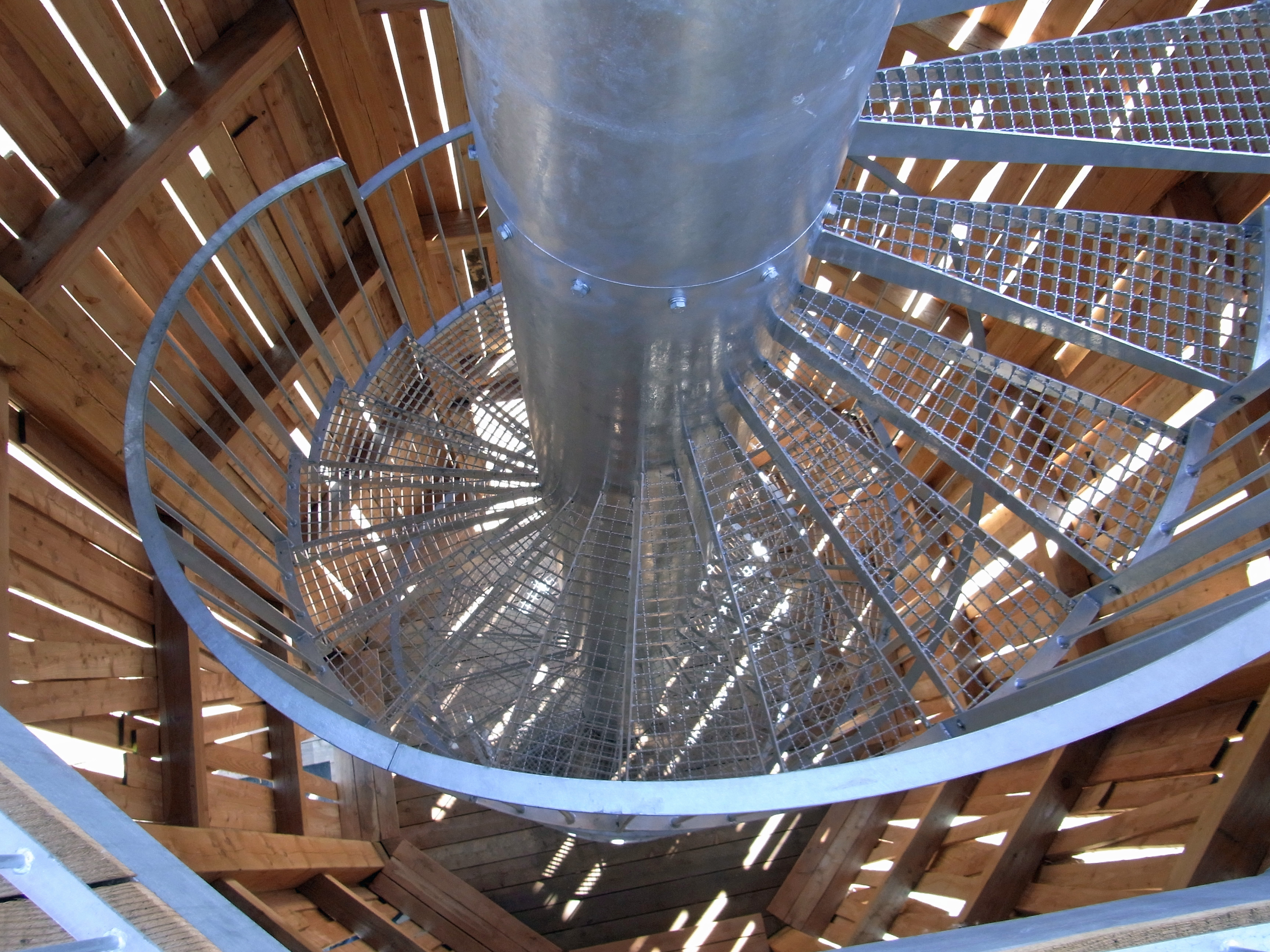
Walkway and Tower (2010)

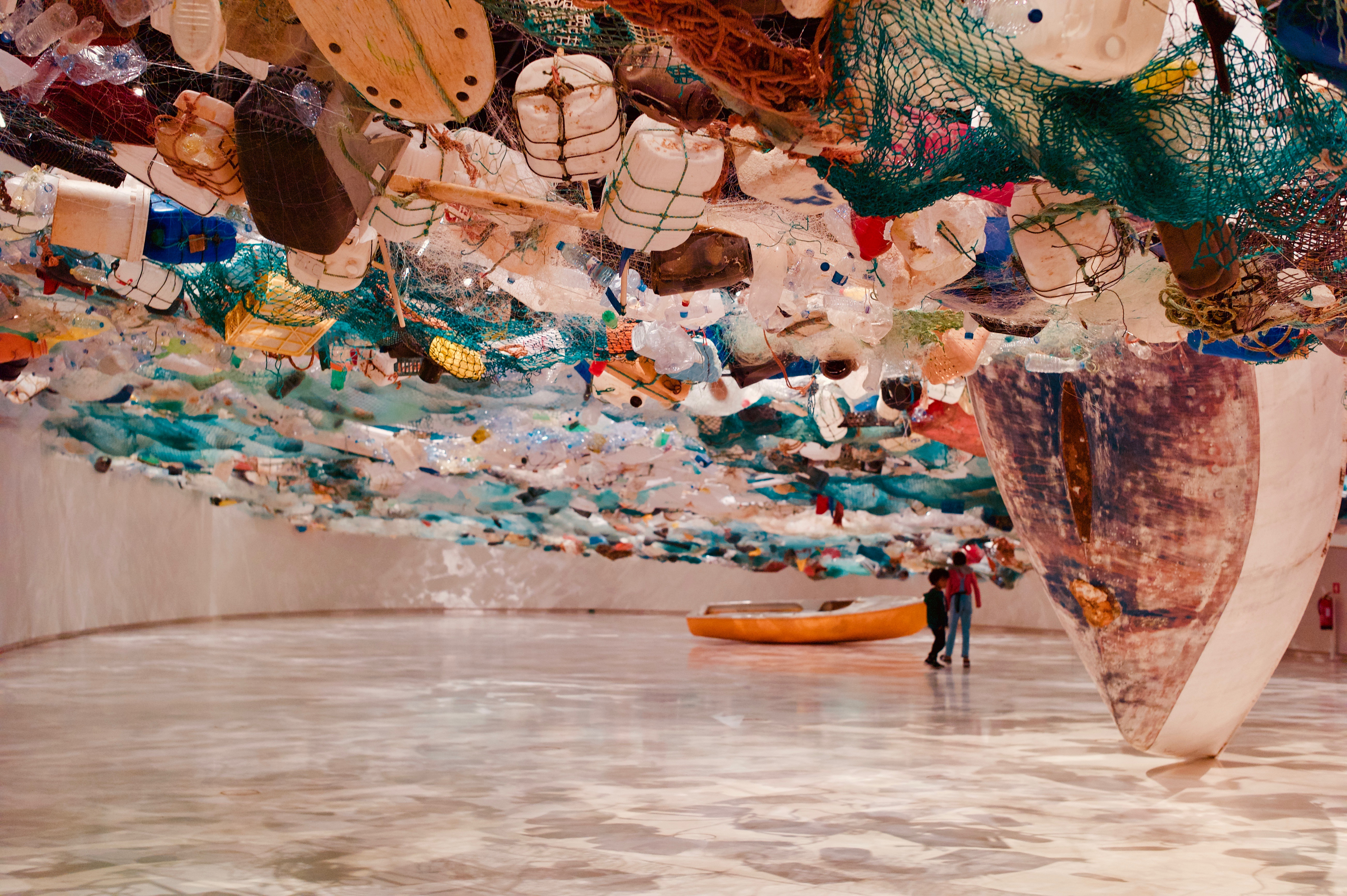
Over Flow (2018)

  - By Land, Tama Riverside, Tachikawa

- 1980 
  - Project work in Takayama, Takayama Architecture School, Takayama

- 1982 
  - Takara House Room 205, Tokyo
  - 40e Biennale de Venise

- 1983 
  - Otemon, Wada-So, Materials and Spaces, Fukuoka, Japon
  - Slip in Tokorozawa, Tokorozwawa, Japon
  - Tetra House N-3 W-26, Sapporo, Japon

- 1984 
  - Under Construction, Hillside Terrace, Tokyo

- 1985
  - Limelight Project, Limelight, New York
  - P.S.1 Project, P.S.1, Long Island City, New York

- 1986 
  - Construction site project Spui, La Haye

- 1987 
  - Construction site project, La Maison des Squatters, Grenoble
  - Destroyed Church, Documenta VIII, Cassel
  - Construction site project Nove de Julho Caca pava, 19e Biennale de São Paulo

- 1988 
  - Construction site project Fukuroi, Fukuroi, Japon
  - Hien-So, Kyoto

- 1989
  - Toronto Project: Colonial Tavern Park, Toronto, Canada
  - Begijnhof Sint Elisabeth, Courtrai, Belgique

- 1990 
  - Project at Tottenham Mews, Annely Juda Fine Art, Londres

- 1991
  - Favela in Houston, Landscape, Bayou River, Houston, États-Unis
  - Favela in Ottawa, National Gallery of Canada, Ottawa, Canada
  - Favela in Ushimado, 4e Biennale d’Ushimado, Ushimado, Japon

- 1992 
  - People's Garden, Documenta XI, Cassel
  - Project on Roosevelt Island, Roosevelt Island, New York

- 1993 
  - Passagio, Museuo Citta Eventi, Prato, Italie　
  - Frauenbad, Limmat River and Helmhaus, Zürich, Suisse

- 1994 
  - Prefabrication in Hiroshima, Asian art Now, Hiroshima, japon
  - Transfert, C C C Tours, Atelier Calder, Saché

- 1995 
  - Tram Passage, Verein Stadt Raum Remise, Vienne, Autriche
  - Cabanons, Genève, Suisse
  - Bunker, Recklinghausen, Allemagne

- 1996 
  - (1996-1999) Work in Progress, Kunsthaus de Zurich , Suisse[4]
  - Sidewalk, Wiener Neustadt, Autriche
  - Bridge Walkway, MACBA, Barcelone
  - Working Progress, Alkmaar (1996-1999), Pays-Bas
  - Coalmine Project in Tagawa, Tagawa (1996-2006), Japon

- 1997 
  - Working Progress: Boat Travelling, Sculpture project, Münster, Allemagne
  - Relocation, Annely Juda Fine Art and Serpentine Gallery, Londres
  - Le Passage de chaises, Chapelle Saint-Louis de la Salpêtrière, Paris

- 1998 
  - Working Progress: Boat Travelling, Alkmaar, Zaandam, Purmerend, Haarlem et Beverwijk, Pays-Bas
  - Les Chaises de traverse, Hôtel Saint-Livier (Metz) et Synagogue de Delme[5]
  - Haus der Kunst, Staatsgalerie Moderne Kunst, Munich, Allemagne
  - Garden Sheds, 11e Biennale de Sydney, Royal Botanic Garden, Sydney, Australie
  - Tokyo Project – New Housing Plan, Tokyo

- 1999
  - Work in Progress, Project in Toyota, Municipal Museum of Art, Toyota (1999-2003), Japon Matsunoyama Project, Matsunoyama, Niigata, Japon

- 2001
  - Sur la voie, Évreux[6]
  - Daily News, centre d’art contemporain de Mito, Mito, Japon

- 2002
  - Reconstruction, Varsovie
  - Observation Balcony, Hôtel des Arts, Neuchâtel, Suisse
  - Bamboo Construction, Biennale de Shanghai
  - 0.Bridge and Archives, Moyland Bedburg-Hau, Allemagne
  - Baroquitos, Biennale de Valence, Espagne

- 2004
  - Wooden Terrace Beach, Bâle, Suisse
  - Memory in Progress, Saint-Thélo (2004-2006)
  - Construction fence, 5e Biennale d’art contemporain d’Enghien-les-Bains
  - Porta Nuova, Col de Val d’Elsa, Sienne, Italie

- 2005
  - Détour des tours, Le Creux de l'enfer, Thiers et le château des Adhémar, Montélimar
  - Private at Public Space, Sous les ponts, le long la rivière, Luxembourg

- 2006
  - Xiringuito, Can Xalant, Centre de Creatió i Pensament Contemporani, Mataró, Espagne
  - Élevage en fut, Fraissé-des-Corbières

- 2007
  - Observatoire, Estuaire 2007, Lavau-sur-Loire, France
  - View point terrace in Paderborn, Tatort Paderborn, Paderborn, Allemagne

- 2008
  - Walkway, musée d’art contemporain, Tokyo
  - Gandamaison, le Centre Maréchalerie d'art contemporain, Versailles

- 2009

Intervention dans l'espace public dans le cadre du festival "Leu Tempo Festival 2009" organisé par le Séchoir, scène conventionnée de la Réunion avec les artistes betty Bui, Daniel Buren, Jace et Louis Pavageau
- - Passerelle Footpath, Evento, Bordeaux[7]
  - Berlin Tree Huts, HKW, Berlin
  - L'Observatoire, une œuvre d'art contemporain pérenne du parcours Estuaire Nantes <> Saint-Nazaire édition 2009, Nantes[8]

- 2010
  - Tokyo In Progress, Tokyo
  - Drift Structure, Uster, Suisse
  - Mukaijima Project, Setouchi International Art, Festival Takumatu, Japon
  - Walkway and Tower, Emscherkunst 2010, Recklinghausen
  - Carton Workshop, Centre Pompidou, Paris
  - Site Specific Project, Cité internationale de l'histoire de l'immigration, Paris

- 2011
  - Chaumont-sur-Loire Project, Chaumont-sur-Loire
  - Tokyo In Progress, Shioiri Tower, Tokyo
  - Cergy-Pontoise Art Commission Work, Cergy-Pontoise
  - Workshop at Hochshule Lucerne, Suisse
  - Les Sentiers de l'eau - Water Path 2, Workshop Camargue
  - Workshop at Borgloon, Belgique
  - Hokkaido In Progress, Mikasa Project, Japon

- 2012
  - Wind mille, Fasade 2012, Middelbourg, Pays-Bas
  - Favela, Track, S.M.A.C.K, Gand
  - Tokyo in Progress, Tsukuda Terrace
  - Culture Creation Project + Cian, Japon
  - Hokkaido In Progress, Mikasa Project, Japon

- 2013
  - Au fil de la Saône, La Double Rampe[9],[10], Lyon
  - Collective Folie, Parc de la Villette, Paris[11],[12]

- 2016
  - Under the water, installation au Centre Pompidou-Metz[13]

- 2017
  - Nest, installation à la galerie Kamel Mennour[14],[15] en collaboration avec Pierre Yovanovitch[16]

- 2018 : Over Flow au MAAT de Lisbonne, installation faite a base de déchets récupérés sur les plages portugaises.

- 2019 : 
  - Nest ; Exit Tunnel, 2019, dans le cadre de Traversées / Kimsooja, Ville de Poitiers (FR). 

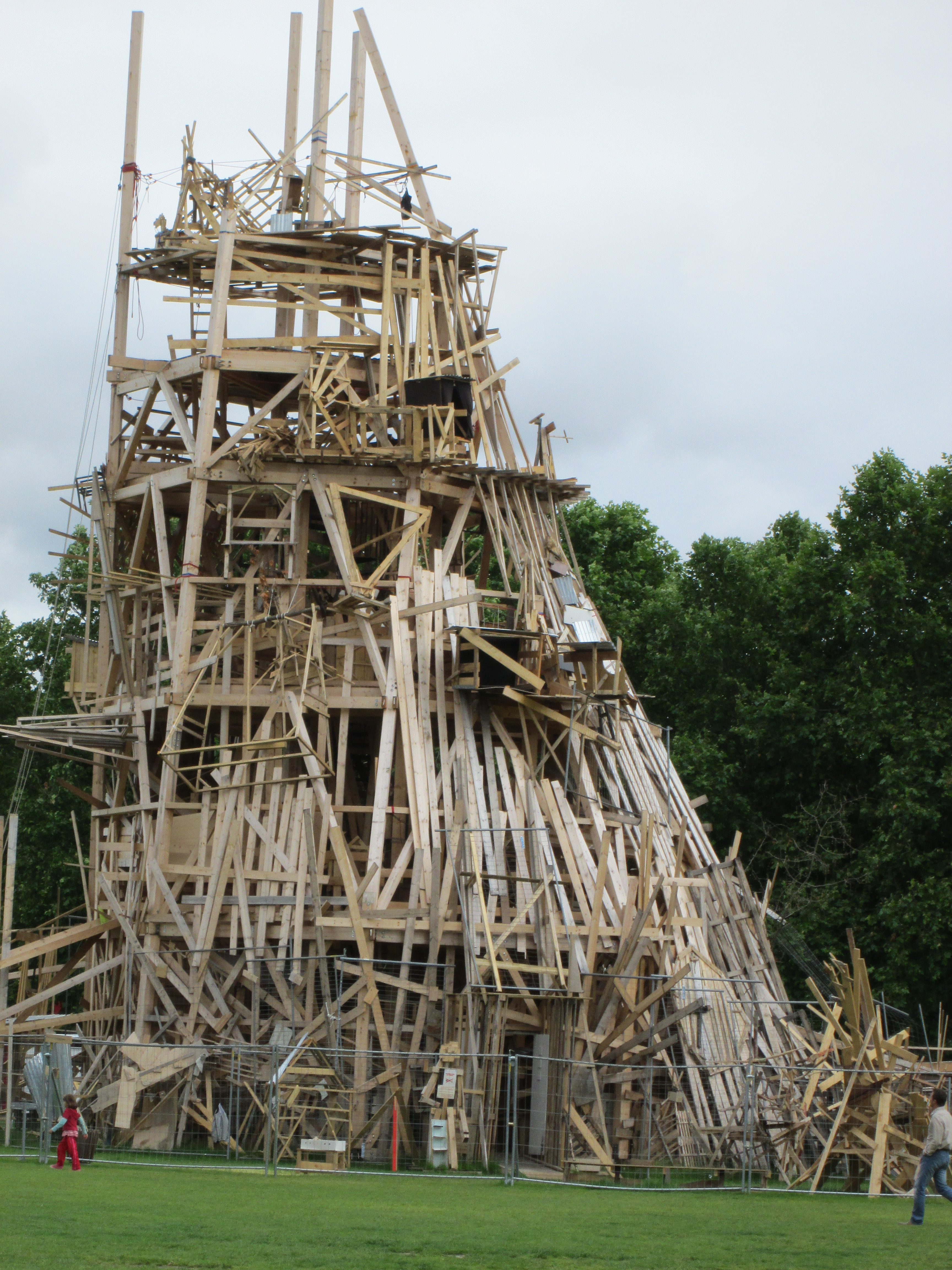

  - Belvédère de l’Hermitage, une œuvre d'art pérenne du Voyage à Nantes édition 2019, accessible sur la Butte Sainte-Anne à Nantes (FR)[17].
  - Les Nids, œuvres d'art éphémères du Voyage à Nantes édition 2019, un parcours artistique dans la ville de Nantes (FR)[18].
- 2023 : 
  - Nest in Liagre, 77 rue du Faubourg Saint-Honoré à Paris[19]

### Tree Huts

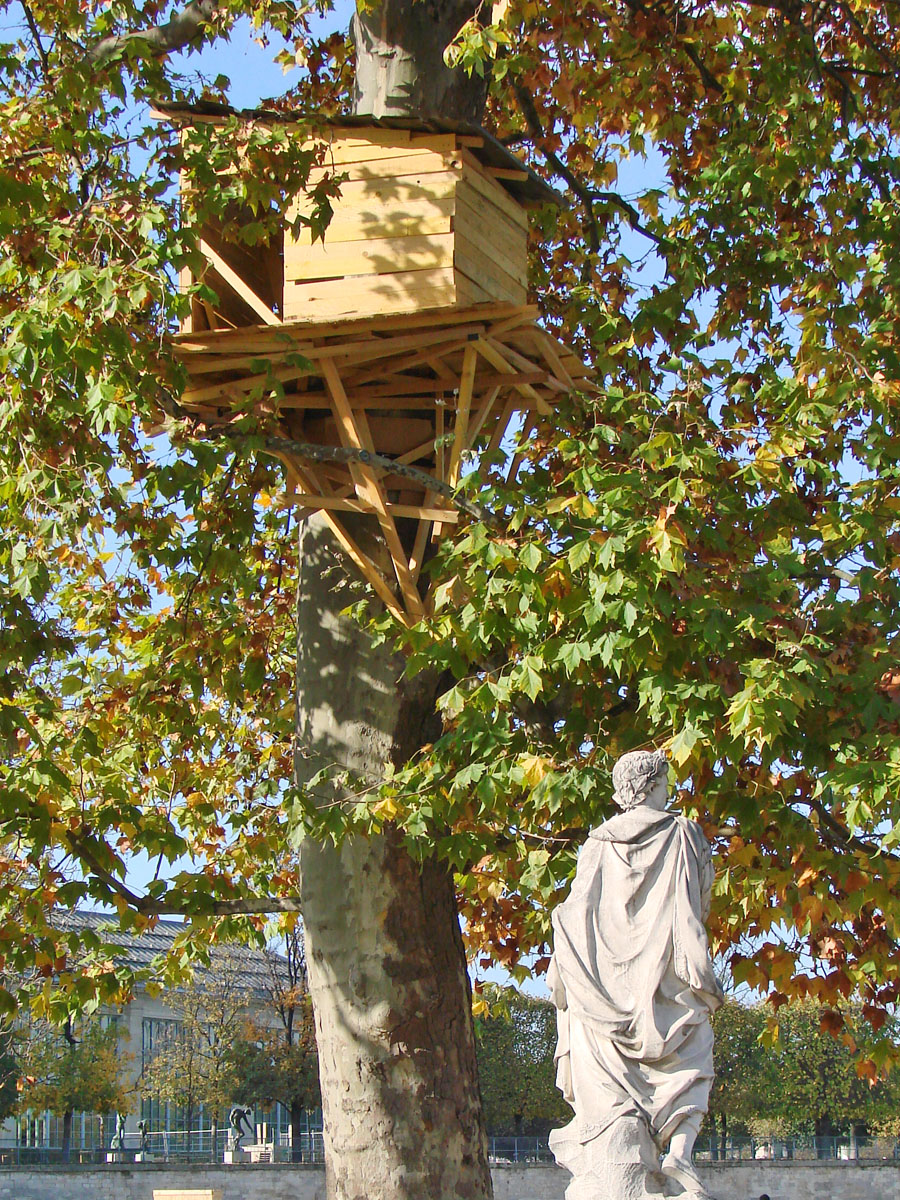
Tree Huts à Madison Square Park, New York.

- Tree Huts au béguinage de Bruges 2007
  - Trondheim, Norvège

- 2008
  - Jardin des Tuileries, Paris
  - Madison Square Park, New York[20]
  - Miami, Floride

- 2010
  - Masan, Corée du Sud
  - Centre Pompidou, Paris[21]

- 2013
  - Place Vendôme, Paris[22]

- 2015

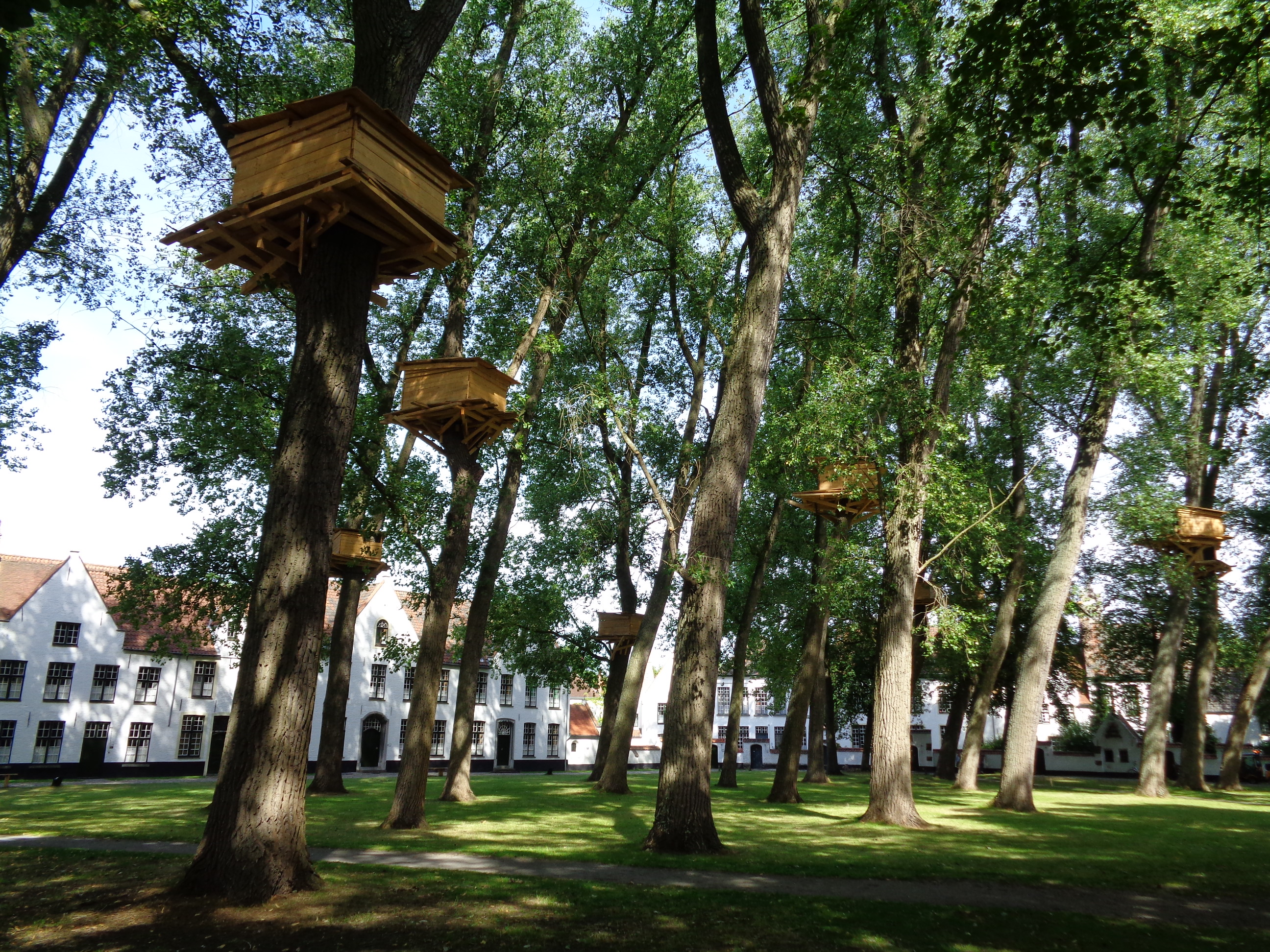
Tree Huts au béguinage de Bruges

  - Triennale Brugge , http://www.triennalebrugge2015.be/fr/detail/27/tadashi-kawamata
    - Exposition des maquettes des Tree Huts, Galerie Kamel Mennour, Paris[23]

## Collections
- Tokyo Metropolitan Art Museum/Museum of Contemporary Art, Tokyo
- Musée municipal de La Haye
- Musée Cantini, Marseille
- Neue Galerie, Staatliche und Städtische Kunstsammlungen, Cassel
- Nissei Comprehensive Technical Center, Chiba
- Kiyosato Museum of Contemporary Art, Tokyo
- Hara Museum of Contemporary Art, Tokyo
- Centre canadien d'architecture, Montréal
- Musée d’Art Contemporain, Montréal
- Musée des beaux-arts du Canada, Ottawa
- McMaster Museum of Art, McMaster University, Hamilton
- Adviescommisie voor Beeldene Kunst/Centraal Museum, Utrecht
- Roosevelt Island Operating Corporation, New York
- Meguro Museum of Art, Tokyo
- Hokkaido Asahikawa Museum of Art, Asahikawa
- Kawaguchi Museum of Contemporary Art, Kawaguchi
- Setagaya Art Museum, Tokyo
- Takamatsu City Art Museum, Takamatsu
- Umeda Sky Building, Osaka
- Kitakyushi Municipal Museum of Art, Kitakyushi
- Itami City Museum of Art, Itami
- Fonds régional d'art contemporain, Orléans
- Ishinomaki Cultural Center, Ishinomaki
- Shizuoka Prefectural Museum of Art, Shizuoka
- Benesse Corporation, Naoshima
- Deutsche Bank, Tokyo
- Iwaki City Art Museum, Iwaki
- Kunsthaus, Zug (Suisse)
- Hiroshima City Museum of Contemporary Art, Hiroshima
- Walter A. Bechtler Foundation, Herrliberg (Suisse)
- Tagawa Museum of Art, Tagawa
- Staatsgalerie Moderne Kunst, Munich
- Toyota Municipal Museum of Art, Toyota
- City of Palma de Majorque, Majorque
- Fundació Sa Nostra, Majorque
- Osaka National museum of contemporary art, Osaka
- Museum of Fine Arts, Boston

## Vidéographie
- Scheiterturm, film de Gilles Coudert (34 min / 2014 / a.p.r.e.s production)
- Collective folie, film de Gilles Coudert (52 min / 2014 / a.p.r.e.s production)
- Gandamaison Kawamata, film de Gilles Coudert (30 min / 2008 / a.p.r.e.s production)
- Mémoire en demeure, film de Gilles Coudert & Damien Faure (60 min / 2006 / a.p.r.e.s production)
- Work in Progress, film de Gilles Coudert (52 min / 2005 / a.p.r.e.s production)
- Détours, des tours, film de Gilles Coudert (26 min / 2005 / a.p.r.e.s production)
- Barquitos, film de Gilles Coudert (26 min / 2003 / a.p.r.e.s production)
- Bridge & Archives, film de Gilles Coudert (26 min / 2003 / a.p.r.e.s production)
- Sur la voie, film de Gilles Coudert (26 min / 2000 / a.p.r.e.s production)
- Les chaises de traverse, film de Gilles Coudert (26 min / 1998 / a.p.r.e.s production)
- Le passage des chaises, film de Gilles Coudert (14 min 30 s / 1997 /a.p.r.e.s production)
- Work in progress in Zug et Felsenbad revival in Zuoz, film de Gilles Coudert (6 min / 1997 / a.p.r.e.s production)
- Relocation, film de Gilles Coudert (4 min / 1997 / a.p.r.e.s production)
- Transfert, film de Gilles Coudert (30 min / 1993 / a.p.r.e.s production)

## Publications

### Articles
- Avec Shihoko Iida, Fram Kitagawa, Kanoko Tamura et Clélia Zernik, « Un autre visage de l’art contemporain japonais : festivals d’art et îles musées », Perspective, 1 | 2020, 67-86 [mis en ligne le 30 décembre 2020, consulté le 31 janvier 2022. URL : http://journals.openedition.org/perspective/17633 ; DOI : https://doi.org/10.4000/perspective.17633%5D.